# Rujm el-Jeheirah
Rujm el-Jeheirah (arabisch: Rujm, Rujma = Grabstein, Stele o. ä.), das auch unter den Namen El-Juheira, Juheira und Juhayra bekannt wurde, ist ein von der Eisenzeit bis in die Spätantike immer wieder genutzter Fundplatz. Während der spätrömischen und byzantinischen Epoche bestand an diesem Ort wohl ein Signalturm des vorderen Limes Arabicus. Die archäologisch bisher nur oberflächlich untersuchte Stelle befindet sich rund elf Kilometer südwestlich von dem modernen Ort Jurf ed-Darawish und dessen römischem Castellum entfernt auf einem topographisch signifikanten, strategisch günstig gelegenen Hügel, der eine klare Fernsicht bot.

## Lage
Wie viele Erhebungen dieser Region entstand der Tell el-Juheira aufgrund von vulkanischen Aktivitäten Nahe der steilsten Flanke des sich abrupt über die ihn umgebende Ebene erhebenden Vulkanhügels erstrecken sich im Osten von Norden nach Süden drei zunächst mehr oder weniger parallel zueinander verlaufende Trockentäler, zu denen die Wadis el-Jeheirah (Wadi al Juhayra), Burma sowie das kleine Wadi al-Qasir, das im Wadi el-Jeheirah mündet, gehören. Das Wadi Umm Qulayfa entspringt unmittelbar an den Osthängen des Hügels und führt auf Jurf ed-Darawish zu. Den Großteil seiner pleistozänen Basaltströme ergoss der Vulkan nach Osten.
Die an dieser Fundplatz gebogenen Keramikfragmente bezeugten nach ersten Forschungen durch den amerikanischen Biblischen Archäologen Nelson Glueck (1900–1971) im Jahre 1937 eine Nutzung des Ortes seit der Eisenzeit. Heute setzt durch neue Keramikfunde die Erstbesetzung des Ortes bereits noch etwas früher an. Glueck ordnete die Anlage bei seinen Untersuchungen in einem Vergleich mit ähnlich gestalteten Bauten vorsichtig als eine zum Schutz von Edom entstandene Grenzbefestigung ein. Die strategisch günstig auf den höchsten Erhebungen gelegenen Wachposten sollten dabei der Sicherung eines schmalen Streifens fruchtbaren Hochlandes dienen, der sich westlich der ariden unwirtlichen Wüstenzone erstreckte. Abgewehrt wurden dabei Einfälle aus dem Gebiet der jordanischen Wüste. Eisenzeitliche Fundstätten auf topographisch markanten Hügeln, die in Sichtbeziehung standen, ließen sich von Glueck jeweils westlich der Hedschasbahn finden. Südlich von Rujm el-Jeheirah liegt mit Dajaniya eines der größten spätrömischen Kastelle in Jordanien. In nabatäischer und römischer Zeit wurde nach Glueck die eisenzeitliche Linie der Siedlungen und Befestigungen wesentlich weiter nach Osten vorgeschoben. Von der Spitze des Rujm el-Jeheirah aus hatten die Grenzschützer ein kilometerweites freies Sichtfeld, vor allem auf die Wüstenlandschaft im Osten. Das Kleinkastell Jurf ed-Darawish ließ sich ostnordöstlich in Richtung der Wüste ausmachen. Rujm el-Jeheirah befindet sich in einer direkten Linie zwischen den beiden ebenfalls vorgeschichtlich gegründeten Befestigungen namens Rujm al-Qiran (Rujm Hala el-Qareneh) in nordnordöstlicher Richtung und Rujm Tawil Ifjeij im Südwesten. Mit beiden Anlagen bestand Sichtverbindung.

## Forschungsgeschichte
Nach den umfangreicheren Untersuchungen des Archäologen Glueck unternahm von 1984 bis 1985 das archäologische Edom Survey Project eine Feldbegehung an diesem Fundplatz, das seine Fokus insbesondere auf die Eisenzeit im Raum von Edom legte und von dem britischen Archäologen Stephen Hart und dem Keramikspezialisten Robin Kenneth Falkner geleitet wurde. Im September 1996 war die jordanische Archäologin Hanan Azar mit einer erneuten Feldbegehung vor Ort. Genauere Untersuchungen fanden erst wieder 2001 durch das umfangreiche Da'janiya Hinterland Survey Project mit einer Expedition zum Kastell Dajaniya und seinem weiteren Einzugsgebiet statt. Diese Forschungen unter der Leitung des amerikanischen Archäologen John Rucker konnten mit Unterstützung des jordanischen Antikendienstes sowie einem Stipendium des American Center of Oriental Research - Council of American Overseas Research Centers stattfinden. Die Auswertung des keramischen Fundmaterials lag in den Händen des für seine Arbeiten am Limes Arabicus bekannten amerikanischen Provinzialrömischen Archäologen Samuel Thomas Parker.

## Baugeschichte

### Befestigung
Die Befestigung von Rujm el-Jeheirah war nach Glueck ungefähr von Ostsüdost nach Westnordwest ausgerichtet und soll etwa 13 Meter im Quadrat (= 0,017 Hektar) gemessen haben. Neuere Untersuchungen des Jahres 2001 lassen noch einen mächtigen, etwa 25 Quadratmeter großen, wohl quadratischen Schutthaufen erkennen, der eine Höhe von vier bis fünf Metern erreicht und unklare Dimensionen besitzt. Ein auf eine Länge von rund zehn Metern ohne Nachgrabungen verfolgbarer Mauerzug der Außenwand verlief 2001 in nordsüdliche Richtung. Bei Gluecks Untersuchung war das Bauwerk noch etwa 3,40 Meter hoch über der Geländeoberkante erhalten geblieben. Es befand sich damals bereits in einem stark zerstörten Zustand, was insbesondere für die östliche Außenwand galt. Die westliche Umwehrung besaß offenbar noch den besten Zustand. Insgesamt bestanden die aufrecht erhaltenen Teile der Ummauerung aus grob behauenem Feuerstein und einigen Basaltblöcken. Weitere Feuerstein- und Basaltblöcke lagen 1937 in unklarer Vermengung über die Oberfläche des Hügelkuppe verstreut. Die Anlage ist der Befestigung Rujm Tawil Ifjeij auf dem Jebel Dajaniya bemerkenswert ähnlich.
Die Außenwände der kleinen Befestigung befand Glueck für rund 2,20 Meter stark. Reste der südlichen Umwehrung wurden 2001 mit einer Stärke von einem Meter eingemessen. Viele der dort untersuchten, teils sehr großen Werksteine waren rund 0,80 × 0,70 × 0,60 Meter groß und bestanden fast ausnahmslos aus schwarzem Basalt. Entlang der westlichen Außenmauer bis zu deren Südwestecke war eine aus grob zugerichteten Feuersteinblöcken gesetzte Stützmauer erhalten geblieben, die 1937 in Teilen noch in situ bestand. An ihrer Basis war diese das Bauwerk abfangende Wandvorlage noch in einer Länge von 1,30 Metern erhalten. Ihre Höhe lag zu Gluecks Zeiten bei etwa 2,10 Metern. Die äußere Kante der Stützmauer war an ihrem höchsten erhalten gebliebenen Punkt noch 0,65 Meter von der westlichen Außenwand entfernt. Unmittelbar rund um den Sockel der Fortifikation befanden sich mit Ausnahme der Ostseite Mauerreste kleiner gemauerter Strukturen und Fundamente, in denen nach Glueck vielleicht Mitglieder der Garnison untergebracht waren. Im Inneren der fast quadratischen Befestigung befand sich nach Glueck eine Plattform, die rund 8,00 × 5,50 Meter maß. Im Jahr 2001 waren im Inneren noch massive Mauerfluchten aus mächtigen Steinen erkennbar, die den Wissenschaftlern Anlass dazu gaben, eine quadratische Bauform der Anlage für wahrscheinlich zu halten. Hier ließ sich Gluecks Feststellung untermauerten.

### Wasserversorgung
In nabatäischer, römischer und byzantinischer Zeit übertraf die Bevölkerung in Transjordanien jene der früheren und späteren Epochen. Eine Feststellung, die nach Glueck insbesondere auf verbesserte Kenntnisse zur Wasserhaltung zurückzuführen ist. Die edomitischen und später römischen Grenzbefestigungen auf ihren exponierten Hügelstellungen waren jedoch immer auf Zisternen angewiesen. Lediglich während der Regenzeit gab es auch in den unter ihnen liegenden Wadis Wasser, das während der Trockenzeit in manchen Fällen durch das Nachgraben in den Flussbetten wiedergewonnen werden konnte. Es scheint sehr wahrscheinlich, dass die isoliert liegenden militärischen Posten auf den Hügelstellungen in etlichen Fällen insbesondere mit Hilfe von Wasserschläuchen per Esel- und Kamelauftrieb versorgt wurden. Rujm el-Jeheirah erhielt sein Wasser sowohl aus den auf dem Hügel genutzten Reservoirs, die als Zisternen bestanden, als auch aus dem darunter liegenden Trockental. Glueck wurde von Einheimischen während seiner Untersuchung berichtet, dass diese in dem dort vorbeiführende Wadi selbst während der Trockenzeit Wasser finden könnten. In flach gegrabenen Gruben würde sich das unterirdisch erhalten gebliebene Wasser sammeln. Auf dem Hügel selbst stellte Glueck unterhalb der südöstlichen Ecke der Befestigung zwei mit Schutt verfüllte Hohlräume fest, die seiner Meinung nach einst als Zisternen genutzt wurden. Es schien ihm noch eine weitere Zisterne zu geben. Sie soll sich unterhalb der nordöstlichen Ecke der Anlage befunden haben und ebenfalls fast vollständig unter Schutt begraben gewesen sein.

### Kammergräber
Bei den Forschungen von 2001 wurde rund 10 Meter unmittelbar unterhalb der Befestigung eine dieser angeblichen Zisternen erneut untersucht. Dabei wurde ein in den Berg geschnittenes Kammergrab festgestellt, das aus drei Räumen bestand und keinerlei äußere Dekorationen an seinem Zugang aufwies. Die teilweise mit Schutt verfüllte Hauptkammer war schätzungsweise rund zwei Meter breit, fünf Meter lang und 1,50 Meter hoch. Die Kammern wiesen scharfkantige Ecken und diagonale Meißelspuren an den Wänden und der Decke auf. In den Wandecken der kleinen Seitenkammern konnten kleine Scharnierlöcher festgestellt werden, was darauf hindeutet, dass dort ursprünglich wohl Türen eingebaut waren. Die Konstruktionsmerkmale in ihrer Gesamtheit erinnerten deutlich an die bekannten, in den Fels gehauenen Kammern der nabatäischen Kapitale Petra. Neben diesem Kammergrab wurden 2001 auch neuzeitliche Höhlenbestattungen rund um die Hügelkuppe festgestellt.
In der 2001 ohne Ausgrabungen oberflächlich untersuchten Kammer wurden 24 Keramikfragmente geborgen, von denen sich die meisten zeitlich genauer zuordnen ließen.
| Anzahl | Zeitstellung           | Bemerkung                                                                |
| ------ | ---------------------- | ------------------------------------------------------------------------ |
| 3      | eisenzeitlich          | 1200–539 v. Chr.                                                         |
| 4      | frührömisch-nabatäisch | davon eine bemalte nabatäische Feinkeramik, Phase 3b (70/80–100 n. Chr.) |
| 13     | frührömisch-nabatäisch | Wandscherben, 63 v. Chr.–135 n. Chr.                                     |
| 1      | spätrömisch            | 135–324 n. Chr.                                                          |
| 1      | frühbyzantinisch       | 324–491 n. Chr.                                                          |

### Zeitliche Zuordnung
An allen Hangseiten, im Speziellen aber auf der südöstlichen Seite des Hügels, wurden von Glueck 1937 Keramikscherben geborgen, die auf die Nutzungszeiten dieser Stätte hinwiesen. Die meisten von ihnen gehörten der Eisenzeit IIc (700–586 v. Chr.) an. Außerdem konnte Glueck kleine Mengen frührömisch-nabatäische Scherben (63 v. Chr.–135 n. Chr.) aufgelesen. Diese Scherben bezeugten die erneute Nutzung alter edomitischer Grenzposten für das eigene Verteidigungswesen. Im Zuge des Edom Survey Project waren Hart und Falkner 1984 vor Ort. Unter ihrer Fundplatznummer 109 konnten auch sie wie Glueck innerhalb der Befestigung keramisches Material der Eisenzeit IIc auflesen. Einige Scherben, ließen sich unter Vorbehalt dem 2. bis 1. Jahrhunderts v. Chr. zuordnen. während sich das frührömisch-nabatäische Material aus der Fortifikation wieder eindeutig datieren ließ. Unter Azar konnten 1996 jedoch zusätzlich auch spätrömische Keramikfragmente dokumentiert werden, die eine militärische Nutzung der Anlage für diese Epoche rechtfertigen. Während der Dajaniya-Expedition von 2001 wurde eine erneute Feldbegehung am Hügel vorgenommen. Überraschend war die große Anzahl an Keramikscherben, die den Boden bedeckten sowie etliche Fragmente von Mahlsteinen aus Basalt. Mit dem Ergebnis dieser Feldbegehung ließ sich erneut die Mehrperiodigkeit dieses Fundortes bestätigen. Die nun auswertbare Keramik deutet darauf hin, dass es zum einen eine jüngere Besiedlungsphase gibt, dass diese Fundstätte jedoch letztendlich zwei ältere Hauptnutzungszeiten aufweist - die Eisenzeit sowie die nabatäisch-frührömische Epoche. Es ist indes wahrscheinlich, dass die hoch gelegene kleine Befestigung von Rujm el-Jeheirah zeitgleich mit der Erbauung des spätantiken Kastells von Dajaniya erneut besetzt wurde und in diesem Zusammenhang eine Komponente des mit dem Kastell verbundenen Signalsystems gewesen ist. Die heute sichtbaren archäologischen Strukturen scheinen jedoch eindeutig aus der Zeit vor der Errichtung von Dajaniya zu stammen.
Im Jahr 2001 konnten insgesamt 74 Keramikfragmente an der Oberfläche der Befestigung geborgen werden, von denen sich etliche zeitlich genauer zuordnen ließen.
| Anzahl | Zeitstellung            | Bemerkung                                                            |
| ------ | ----------------------- | -------------------------------------------------------------------- |
| 25     | eisenzeitlich, Phase II | 918–539 v. Chr.                                                      |
| 42     | frührömisch-nabatäisch  | davon eine bemalte nabatäische Feinkeramik, Phase 3a (20–70 n. Chr.) |
| 4      | römisch-byzantinisch    | 135–640 v. Chr.                                                      |
| 3      | frühbyzantinisch        | 324–491 n. Chr.                                                      |